# Ferrocarril de Puerto Bories a Puerto Natales
El Ferrocarril de Puerto Bories a Puerto Natales fue una línea de ferrocarril chilena existente en la provincia de Magallanes, conectando la localidad de Puerto Bories con la ciudad de Puerto Natales.

## Historia
Antes del establecimiento de la vía férrea, existió una línea de tipo Decauville construida hacia 1893 en el interior del recinto que en ese entonces era una grasería industrial, un aserradero a vapor y una fábrica de toneles.
La línea fue construida durante 1916 como parte de las obras realizadas por el Frigorífico Bories para trasladar tanto carga y pasajeros entre el establecimiento industrial y la ciudad de Puerto Natales. La vía, de 4,8 km de longitud, poseía trocha métrica y se iniciaba en el interior del frigorífico —presentando diversos días, incluyendo uno al muelle de 300 metros de largo— para finalizar en el muelle Braun & Blanchard de Puerto Natales (ubicado en la actual intersección de la avenida Costanera con la calle Bernardo Philippi). Su primer maquinista fue Manuel Pérez Figueroa, quien trabajó en el ferrocarril hasta su jubilación en 1945.
El ferrocarril finalizó sus operaciones en octubre de 1973; poco después el Frigorífico Bories sería cerrado. Una de las locomotoras posteriormente sería exhibida en la Plaza de Armas de Puerto Natales, mientras que otra fue restaurada y exhibida en el hotel The Singular Patagonia.

## Material rodante
Las locomotoras a vapor que formaron parte del ferrocarril fueron:
| Nombre    | Fabricante       | Fecha de construcción | Imagen | Notas |
| --------- | ---------------- | --------------------- | ------ | --- |
| Guacolda  | O&K, N° 6962     | 1913                  |        | Locomotora a vapor. Tracción de hasta 120 toneladas (6 carros cargados). Posteriormente renombrada como «Valdés Vergara». En exhibición en el hotel The Singular Patagonia. |
| McLelland | Avonside         | 1920                  |        | Locomotora a vapor. Tracción de 350 toneladas (12 vagones). En exhibición en la plaza de Puerto Natales.                                                                    |
|           | Ruston & Hornsby |                       |        | Locomotora diésel. Desmantelada tras el cierre del frigorífico. |